# Златоцветов, Авраам Ефимович
Авраам Ефимович Златоцветов (при рождении Авраам Хаим-Янкелевич Гольдфарб; 11 сентября 1900 — 7 февраля 1970) — советский военный лётчик и военачальник, участник Гражданской войны, участник Советско-польской войны 1920 года, участник войны в Испании в 1936—1939 гг., участник Великой Отечественной войны, командир 1-го гвардейского смешанного авиационного корпуса во время Великой Отечественной войны, генерал-лейтенант авиации.

## Биография
Авраам Хаим-Янкелевич Гольдфарб родился 29 августа (по старому стилю) 1900 года в Тараще Киевской губернии, в семье таращанского 2-й гильдии купеческого сына Хаима-Янкеля Йосевича Гольдфарба и Шевы Лейзоровны Гольдфарб. Еврей. В Красной армии с апреля 1920 года. Член ВКП(б) с 1920 года.

### Образование
- Егорьевская теоретическая школа Красного Воздушного флота (1923)
- 1-я Военная школа лётчиков имени А. Ф. Мясникова (1924)
- Московская высшая школа красновоенлетов (1925)

### В Гражданскую войну
Участник Гражданской войны с апреля 1920 года, начал военную службу красноармейцем в батальоне связи 12-й армии, а с августа 1920 года перешёл на партийно-политическую работу: в должности политрука роты, заведующего клубом полка, помощника начальника организации конструкторской группы дивизии. Воевал на Юго-Западном и Западном фронтах, участвовал в Советско-польской войне на Киевском и Ковельском направлениях, затем на р. Западный Буг, с осени 1920 года сражался с вооружёнными формированиями генерала С. Н. Булак-Балаховича в Белоруссии.

### После Гражданской войны
После Гражданской войны продолжал службу в должности секретаря военкома 7-х Старожиловских кавалерийских курсов Московского военного округа, в сентябре 1922 года направлен на учёбу в Егорьевскую теоретическую школу Красного Воздушного Флота. Закончив теоретическое обучение в школе в августе 1923 года прибыл в 1-ю военную школу лётчиков им. А. Ф. Мясникова. Продолжил обучение в 1924 году в Московской высшей школе красновоенлетов, после окончания которой в мае 1925 г. назначен военным лётчиком в 6-й отдельный разведывательный авиационный отряд в Москве.
С 1926 года проходил службу во 2-й военной школе лётчиков в должностях: инструктор-лётчик и старший инструктор-лётчик, командир авиационного звена, командир авиационного отряда. В 1930 году назначен командиром авиационного отряда (с июня 1932 г. авиационная эскадрилья) в Белорусском военном округе.
Принимал участие в войне в Испании, награждён орденом Ленина и Красного Знамени, командовал бомбардировочной авиацией республиканской Испании, осуществлял подготовку к полётам испанских лётчиков, планировал боевые операции и участвовал в них. По прибытии из командировки в Испанию перешёл в систему управления ВУЗов ВВС РККА: в октябре 1937 года назначен заместителем начальника Управления ВУЗов ВВС РККА, с ноября 1938 г. — заместитель председателя Центрального совета ОСОАВИАХИМа по авиации. С апреля 1940 г. начальник Военной авиационной школы лётчиков в г. Ворошиловград, с января 1941 г. — заместитель командующего ВВС Харьковского военного округа по ВУЗам.

### Во время Великой Отечественной войны
С началом Великой Отечественной войны А. Е. Златоцветов назначен командующим ВВС Харьковского военного округа, с сентября 1941 г. — командующий ВВС 38-й армии Юго-Западного фронта. Участвовал в боях в районе городов Волчанск и Балаклея, в Донбасской операции.
После переформирования ВВС 38-й армии в дивизию Златоцветов в июле 1942 г. назначен заместителем командующего ВВС Закавказского фронта, где участвовал в Битве за Кавказ. В октябре 1942 года назначен заместителем командующего 15-й воздушной армии, а с ноября 1942 года заместителем командующего 17-й воздушной армией Юго-Западного и Воронежского фронтов, где принимал участие в Сталинградской, Курской битвах и Битве за Днепр.
С июля 1944 г. Златоцветов назначен исполнять обязанности командира 1-го гвардейского смешанного авиационного корпуса на 1-м Украинском фронте, участвовал в Львовско-Сандомирской операции. С сентября вернулся на прежнюю должность, где участвовал в операциях по освобождению Югославии и Венгрии.
В октябре 1944 г. был представителем Ставки ВГК в Ставке ВГК югославской армии для координации действий советской и югославской авиации. В марте 1945 года организовывал взаимодействие штурмовой и бомбардировочной авиации с наземными войсками в ходе отражения контрнаступления противника в районе озера Балатон.

### После войны
После войны А. Е. Златоцветов проходил службу на различных командных должностях, с апреля 1953 года в запасе. Проживал в городе Куйбышеве, ныне Самара. Умер 7 февраля 1970 года.

## Должности
За период службы занимал должности:
- красноармеец батальона связи 12-й армии (апрель 1920 г.)
- политрук роты 219-го стрелкового полка 25-й стрелковой дивизии 12-й армии (август 1920 г.)
- заведующий клубом 217-го стрелкового полка, помощник начальника организации конструкторской группы дивизии (январь 1921 г.)
- секретарь военкома 7-х Старожиловских кавалерийских курсов Московского военного округа (февраль 1922 г.)
- слушатель Егорьевской теоретической школы Красного Воздушного флота (1923)
- учлёт 1-й военной школы лётчиков им. А. Ф. Мясникова в пгт Кача (август 1923)
- слушатель Московской высшей школы красновоенлетов (июнь 1924 г.)
- военный лётчик 6-й отдельного разведывательного авиационного отряда (Москва, май 1925 г.)
- инструктор-лётчик, старший инструктор-лётчик, командир авиационного звена, командир авиационного отряда 2-й военной школы лётчиков (Московский военный округ, Уральский военный округ, с января 1926 г. по ноябрь 1930 г.)
- командир и военком 43-го авиационного отряда (43-я авиационная эскадрилья) (Белорусский военный округ, с ноября 1930 г.)
- командир и военком 10-й скоростной бомбардировочной эскадрильи (Белорусский военный округ, с октября 1935 г.)
- командир группы бомбардировщиков бомбардировочной авиации республиканской Испании
- заместитель начальника Управления ВУЗов ВВС РККА (с октября 1937 г.)
- заместитель председателя Центрального совета ОСОАВИАХИМа по авиации (с ноября 1938 г.)
- начальник Военной авиационной школы лётчиков в г. Ворошиловград (с апреля 1940 г.)
- заместитель командующего ВВС Харьковского военного округа по ВУЗам (с января 1941 г.)
- командующий ВВС Харьковского военного округа (1941)
- командующий ВВС 38-й армии Юго-Западного фронта (1941)
- заместитель командующего ВВС Закавказского фронта (1942—1943)
- заместитель командующего 15-й воздушной армии (1943)
- заместитель командующего 17-й воздушной армией Юго-Западного и Воронежского фронтов (1943—1944)
- и.д. командира 1-го гвардейского смешанного авиационного корпуса на 1-м Украинском фронте (1944)
- заместитель командующего 17-й воздушной армией (1944)
- представитель Ставки ВГК в Ставке ВГК Югославской армии для координации действий советской и югославской авиации (1944—1945)
- заместитель командующего 16-й воздушной армией (1946—1947)
- начальник отдела боевой подготовки — заместитель начальника штаба ВВС Таврического военного округа (1947—1948)
- начальник отдела боевой подготовки штаба ВВС Приволжского военного округа (1948—1953)

## Воинские звания
- комбриг — 13 октября 1937 года
- генерал-майор авиации — 9 ноября 1941 года
- генерал-лейтенант авиации — 1 июля 1944 года

## Награды
- орден Ленина
- орден Ленина
- орден Красного Знамени
- орден Красного Знамени
- орден Красного Знамени
- орден Красного Знамени
- орден Суворова 2-й степени
- орден Кутузова 2-й степени
- орден Богдана Хмельницкого 2-й степени
- Орден Красной Звезды[6] (27.03.1942)
- Медаль 20 лет РККА (1938)
- Медаль За победу над Германией в Великой Отечественной войне 1941—1945 гг.
- Юбилейная медаль «30 лет Советской Армии и Флота» (1948)
- Медаль За оборону Кавказа
- медаль Двадцать лет Победы в Великой Отечественной войне 1941—1945 гг.
- медали